# Margrit Conrad
Margrit Conrad (* 21. September 1918 in Luzern; † 2. August 2005 in Baden, Kanton Aargau) war eine international tätige Schweizer Altistin.

## Leben

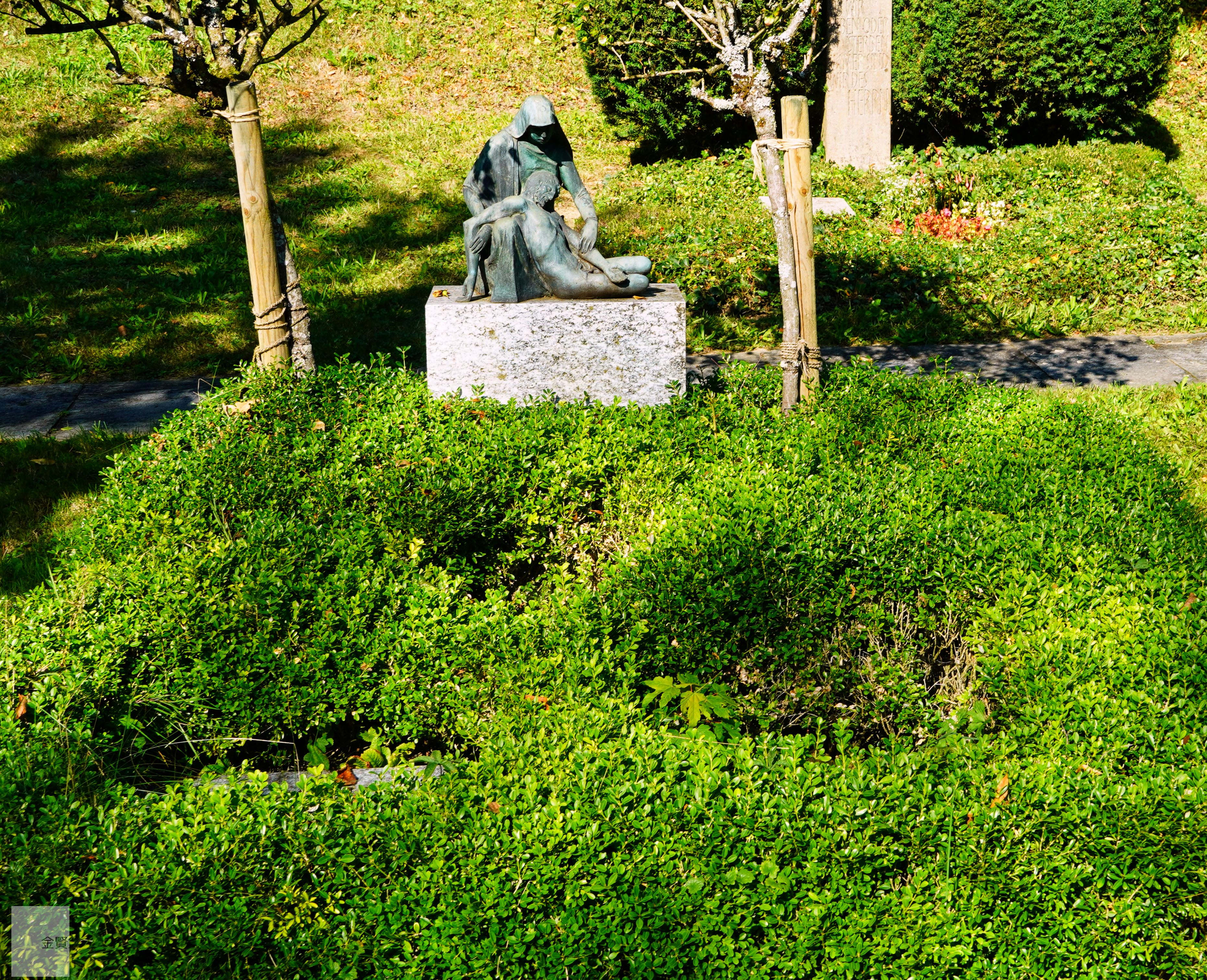
Grab von Margrit Conrad-Amberg

Sie wurde als Margrit Amberg geboren. Ihre ersten Gesangsstunden erhielt sie bei Lucia Corridori. Auf ihren Rat nahm sie als Zweiundzwanzigjährige am Genfer Gesangswettbewerb teil und wurde dabei Preisgewinnerin.
Nach ihrer Heirat mit dem Juristen Peter Conrad (1887–1963) lebte sie in Baden. Ihr Mann ermöglichte ihr ein Studium am Konservatorium in Zürich bei Ria Ginster.
Margrit Conrad entwickelte eine reichhaltige Konzerttätigkeit in allen grossen Städten der Schweiz, wie auch an den Musikfestwochen Luzern, heute Lucerne Festival und am Bachfest Schaffhausen. Sie hatte auch viele Auftritte im Ausland, so in Lissabon, Madrid, Wien, Dresden, Paris, Berlin, Salzburg.
Margrit Conrad widmete sich u. a. Werken von Johann Sebastian Bach, Georg Friedrich Händel, Wolfgang Amadeus Mozart, Ludwig van Beethoven, Anton Bruckner, Antonín Dvořák, Gustav Mahler, Arthur Honegger, Othmar Schoeck, Willy Burkhard und Igor Strawinsky.

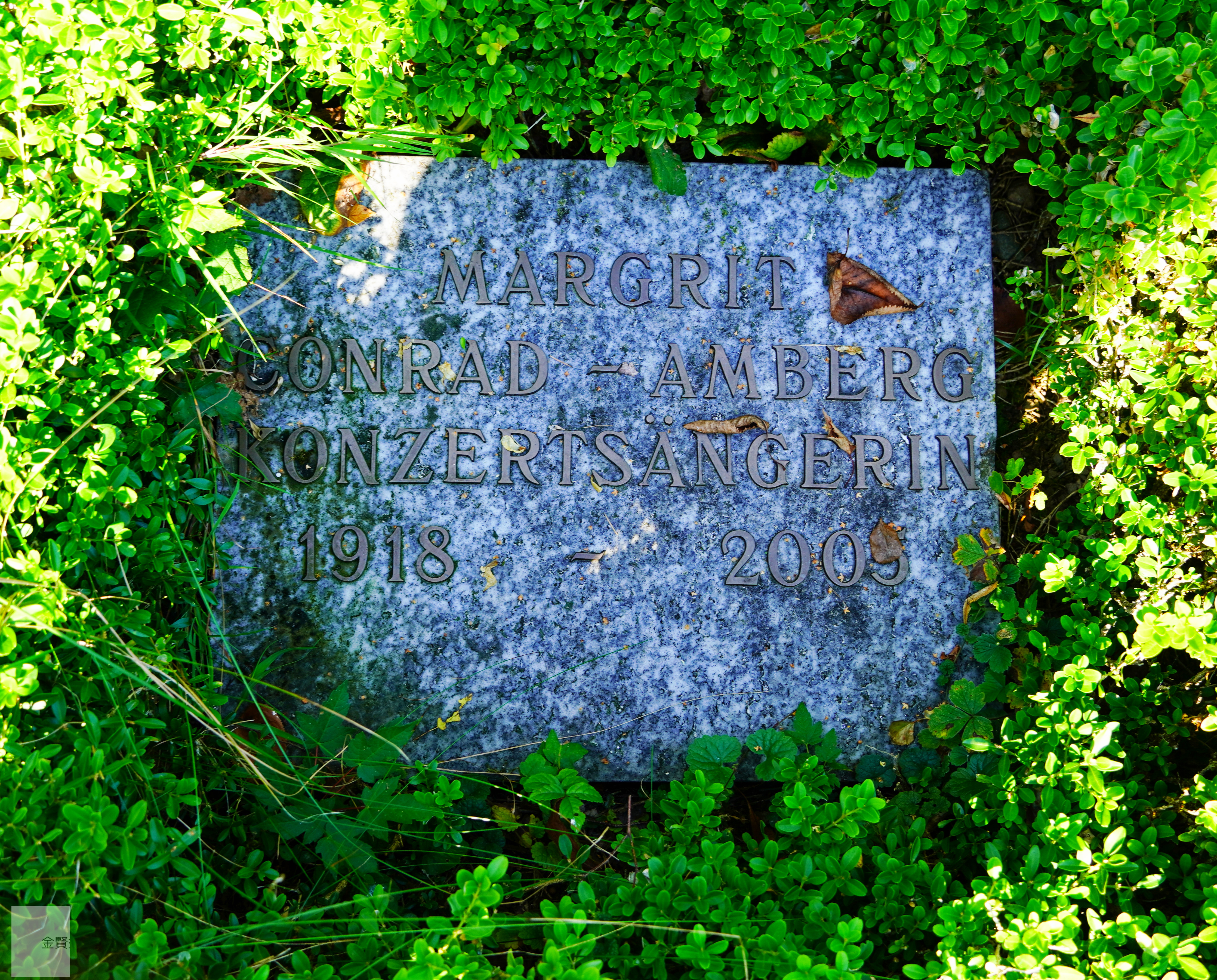
Grab von Margrit Conrad-Amberg

Sie arbeitete mit Dirigenten wie Ernest Ansermet, Rafael Kubelík, Eugen Jochum, Ferdinand Leitner und Solisten wie Gundula Janowitz, Maria Stader, Ursula Buckel, Ernst Häfliger, Kurt Widmer und Jakob Stämpfli sowie dem Liedbegleiter Karl Grenacher zusammen.
Margrit Conrad starb in Baden im Alter von 86 Jahren. Ihr Grab befindet sich auf dem Friedhof Liebenfels.

## Publikationen
- Margrit Conrad-Amberg: Du holde Kunst, ich danke dir dafür: Aus den Erinnerungen einer Sängerin. In: Badener Neujahrsblätter. Bd. 58, 1983, S. 25–29 (Digitalisat).